# Battaglia di Seneffe

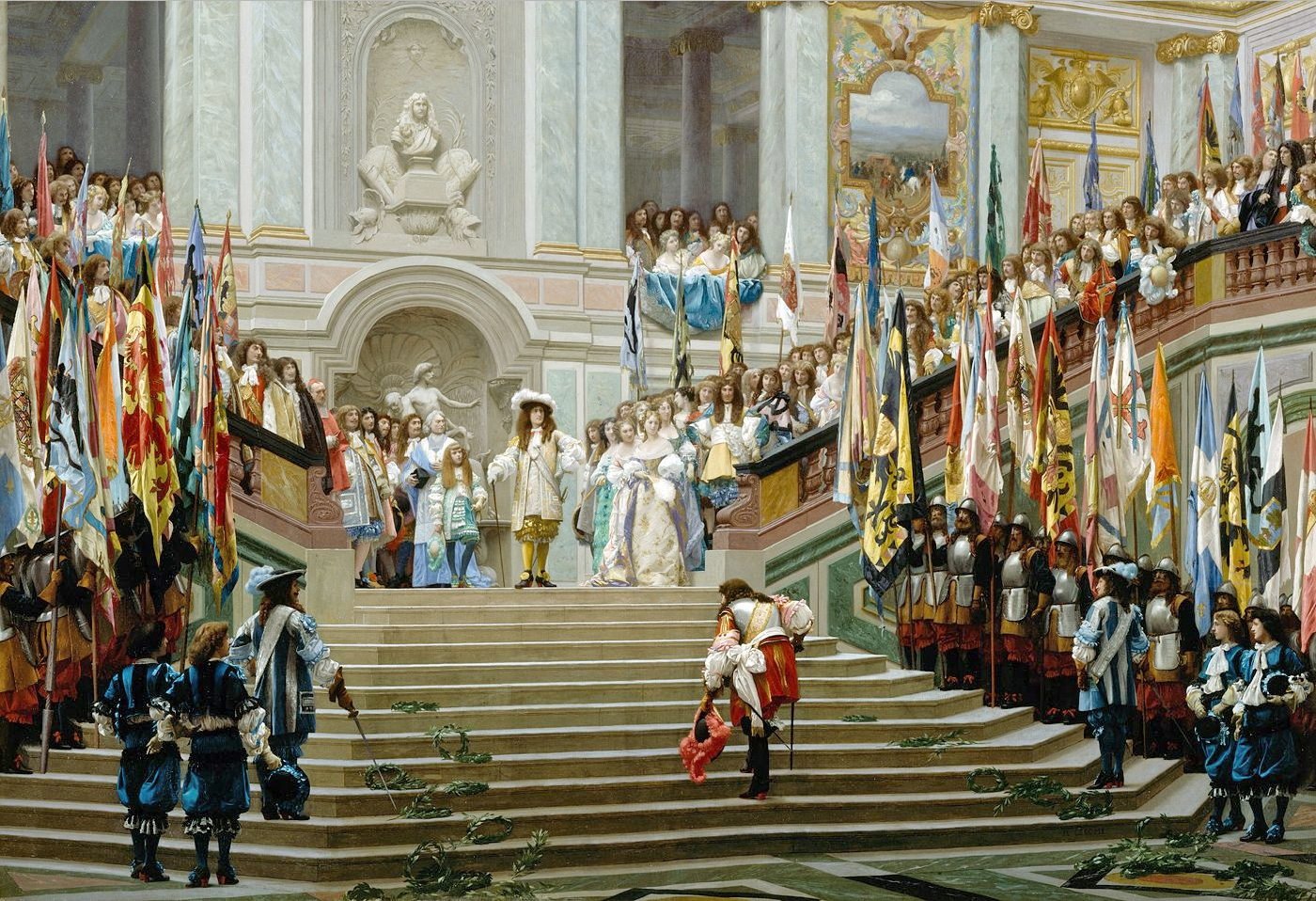
Ricevimento del Grand Condé a Versailles dopo la sua vittoria a Seneffe. Il Grand Condé avanza davanti a Luigi XIV con grande rispetto tra corone d'alloro e con le bandiere catturate al nemico su entrambi i lati dello scalone.

La battaglia di Seneffe venne combattuta l'11 agosto 1674 tra l'esercito francese sotto il comando di Luigi II di Borbone-Condé e l'esercito tedesco-spagnolo-olandese comandato da Guglielmo III d'Orange.

## Antefatto
Durante la guerra franco-olandese, Guglielmo III guidò la sua coalizione attraverso la parte meridionale dei Paesi Bassi nel territorio della Francia settentrionale. La Francia difese quest'area con l'esercito posto sotto la guida di Luigi II di Borbone-Condé.

## La battaglia
Per cinque settimane le due armate compirono delle ampie manovre nell'area senza entrare in conflitto. Il 10 agosto, Guglielmo III decise di dirigersi verso Parigi così da costringere il nemico ad intervenire.
Condé inviò un distaccamento di circa 500 cavalieri per fermare l'avanguardia olandese presso il villaggio di Seneffe, bloccando così l'avanzata di Guglielmo. Nel frattempo, Condé tentò col resto dei suoi 45 000 uomini di accerchiare i 60 000 fanti delle truppe nemiche.
I cavalieri riuscirono a tenere impegnata l'avanguardia olandese e dopo dieci ore di combattimenti Condé poteva contare già 8000 morti o feriti mentre Guglielmo ne aveva 11 000 e venne costretto pertanto a ritirarsi dal campo di battaglia, cosa che fece all'alba del giorno dopo la battaglia.